# Juge puîné de la Cour suprême du Canada
Les juges puînés siègent sur le banc de la Cour suprême du Canada. Ce titre est conféré aux huit juges de cette Cour qui n'occupent pas la fonction de juge en chef. Lors de leur nomination les juges puînés doivent prêter le même serment d'office et se voient octroyer le titre « honorable » pour la durée de leur mandat.
Ils sont assujettis aux mêmes règles que le juge en chef du Canada quant à la durée de leur mandat comme juge à la Cour suprême.
La Loi sur la Cour suprême oblige le gouvernement fédéral à s'assurer qu'en tout temps, trois des neuf juges de la Cour proviennent du Québec. Cette obligation vise à assurer qu'une partie de la Cour provienne de la seule province de droit civil au Canada.
| Nom                     | Date de naissance | Province d'origine | Nommé par | Date de nomination | Date de retraite obligatoire | Faculté de droit d'origine                   | Occupation avant la nomination                                                                   |
| ----------------------- | ----------------- | ------------------ | --------- | ------------------ | ---------------------------- | -------------------------------------------- | ------------------------------------------------------------------------------------------------ |
| Andromache Karakatsanis | 3 octobre 1955    | Ontario            | Harper    | 21 octobre 2011    | 3 octobre 2030               | Osgoode Hall Law School                      | Cour d'appel de l'Ontario                                                                        |
| Suzanne Côté            | 21 septembre 1958 | Québec             | Harper    | 1er décembre 2014  | 21 septembre 2033            | Université Laval                             | Avocate                                                                                          |
| Malcolm Rowe            | 27 juin 1953      | Terre-Neuve        | Trudeau   | 28 octobre 2016    | 27 juin 2028                 | Osgoode Hall Law School                      | Cour d'appel de Terre-Neuve-et-Labrador                                                          |
| Sheilah L. Martin       | 31 mai 1956       | Alberta            | Trudeau   | 18 décembre 2017   | 31 mai 2031                  | Université d'Ottawa, Université McGill       | Cour d'appel de l'Alberta, Cour d'appel du Nunavut et Cour d'appel des Territoires du Nord-Ouest |
| Nicholas Kasirer        | 20 février 1960   | Québec             | Trudeau   | 16 septembre 2019  | 20 février 2035              | Université McGill                            | Cour d'appel du Québec                                                                           |
| Mahmud Jamal            | 20 juillet 1967   | Ontario            | Trudeau   | 1er juillet 2021   | 20 juillet 2042              | Université McGill, Université Yale           | Cour d'appel de l'Ontario                                                                        |
| Michelle O'Bonsawin     | 2 mai 1974        | Ontario            | Trudeau   | 1er septembre 2022 | 2 mai 2049                   | Université d'Ottawa, Osgoode Hall Law School | Cour supérieure de justice de l'Ontario                                                          |
| Mary Moreau             | 1955              | Alberta            | Trudeau   | 6 novembre 2023    | 2030                         | Université de l'Alberta                      | Cour du banc du Roi de l'Alberta (en)                                                            |